# Hai mươi bất hoặc
Hai mươi bất hoặc (tiếng Anh: Twenty Your Life On) là phim truyền hình Trung Quốc năm 2020 do Lê Chí đạo diễn, với Quan Hiểu Đồng, Kim Thế Giai, Ngưu Tuấn Phong, Bốc Quan Kim, Lý Canh Hy, Đổng Tư Di, Vương An Vũ đóng chính .

## Nội dung
Bốn cô sinh viên Đại học Tài chính và Kinh tế Hoa Nam sắp tốt nghiệp, họ thấu hiểu sự bảo vệ của gia đình, tình yêu và sự hỗ trợ lẫn nhau trong tình bạn. Ý nghĩa của cảm xúc và tình yêu đích thực, và cuối cùng là đạt được sự nghiệp và phát triển. Một vài cô gái mới ra ngoài xã hội, hay gặp phải những vị sếp "khó tính", hay gặp phải những đối tác "nặng mùi tương tư", trên con đường đấu tranh, họ chưa bao giờ một mình chống chọi, và mỗi cuộc chạm trán sẽ trở thành một trải nghiệm đáng nhớ, là bài học quan trọng trong sự trưởng thành của mình.
Quyền lực, nhan sắc và tiền bạc là thứ mà cô nàng “ba không” Khương Tiểu Quả luôn ngưỡng mộ những người bạn cùng phòng của mình: Đoạn Gia Bảo giàu có nhưng ngây thơ, không chút lo lắng, chỉ biết tới đồ ăn và thần tượng; La Diễm tuy ghét mẹ mình luôn làm theo ý mình, nhưng ít nhất không phải lo chuyện xin việc làm; mỹ nhân lạnh lùng Lương Sảng khéo ăn nói từ năm cuối đại học đã lao ra xã hội làm ăn, như cá gặp nước, rất là nhanh nhẹn. Nhưng họ đều không biết những khó khăn phải giải quyết sau khi tốt nghiệp. Đoạn Gia Bảo thử yêu một người lại không ngờ rằng mình và bạn thân có chung một đối tượng. La Diễm cố tiến gần tới mẹ thì phát hiện mẹ mình đang cất giấu một bí mật. Còn Lương Sảng lại phải tìm cách để không tổn thương người yêu thương mình. Trong một năm, bốn cô gái thân thiết với nhau hơn, Khương Tiểu Quả cũng tìm thấy được công việc và tình yêu cho bản thân sau bao nhiêu cố gắng.

## Diễn viên

### Chính
| Diễn viên                       | Vai                     | Miêu tả |
| Quan Hiểu Đồng                  | Lương Sảng              | Là một người lạnh lùng nóng tính. Quyết tâm trở thành một blogger làm đẹp.                                             |
| Bốc Quan Kim Thôi Nhã Hàm (nhỏ) | Khương Tiểu Quả         | Sinh viên xuất sắc của trường, thích Chu Tầm.                                                                          |
| Lý Canh Hy                      | La Diễm (Thạch Đầu)     | Thích chơi điện tử, sống khép kín                                                                                      |
| Đổng Tử Di                      | Đoàn Gia Bảo (Thái Bảo) | Thích ăn. Cha mẹ là doanh nhân nổi tiếng của Tứ Xuyên. Sau trở thành người đại diện của Lương Sảng.                    |
| Ngưu Tuấn Phong                 | Triệu Ưu Tú             | Người Bắc Kinh, Nhiếp ảnh gia nhân văn. Người yêu của Lương Sảng.                                                      |
| Kim Thế Giai                    | Chu Tầm                 | Giám đốc của công ty đầu tư Phổ Lăng, người yêu của Khương Tiểu Quả, nhưng không đến được với nhau vì bất đồng ý kiến. |
| Vương An Vũ                     | Đoàn Chấn Vũ            | Em trai của Đoàn Gia Bảo, sinh viên năm nhất, thành viên trong đội đấu kiếm của trường. Thích Khương Tiểu Quả.         |
| Tào Ân Tề                       | Lộ Nhiên                | Bạn cùng đội game với La Diễm. Hai người chia tay vì lý do gia đình.                                                   |
| Từ Thiệu Anh                    | Hùng Trị                | Người Vũ Hán, sinh viên cùng trường, thích nấu ăn.                                                                     |

### Các nhân vật khác
| Diễn viên             | Vai                      | Miêu tả |
| Đông Duyệt            | Cha của La Diễm          | |
| Kha Lam               | Ngụy Vân Tiệp            | Mẹ của La Diễm. Là một luật sư nổi tiếng. |
| Lưu Quân              | Triệu Xương Minh         | Người tình của Ngụy Quân Tiệp. |
| Vu Minh Gia           | Khúc Uyển                | Vợ của Triệu Xương Minh |
| Hoàng Nghị            | Triệu Trừng              | Con trai của Triệu Xương Minh và vợ |
| Lý Văn Linh           | Bà của Lương Sảng        | |
| Quách Hồng            | Mẹ của Lương Sảng        | |
| Lưu Phi Trung         | Kiến Quốc                | Cha của Lương Sảng |
| Lý Chí Cường          | Cha của Khương Tiểu Quả  | |
| Vương Thực            | Cha của Thái Bảo         | |
| Tưởng Lâm Yến         | Mẹ của Thái Bảo          | |
| Jackson Zhou (周嘉诚) | Triệu Tiểu Quyển         | Em trai của Triệu Ưu Tú |
| Vương Siêu            | Cha của Triệu Ưu Tú      | |
| Trì Lập Tĩnh          | Mẹ của Triệu Ưu Tú       | |
| Trần Y Sa             | Mẹ của Lộ Nhiên          | |
| Tôn Nham              | Cha của Lộ Nhiên         | |
| Tỉnh Lộ               | Dì của Lộ Nhiên          | |
| Phan Húc Xuyên        | Chú của Lộ Nhiên         | |
| Dương Tân Minh        | Cha của Chu Tầm          | |
| Khúc Quốc Cường       | Cha của Hùng Trị         | |
| Triệu Diệc Ký         | Lý Thiên Dương           | Nghiên cứu sinh Đại học Bắc Kinh, nhưng vì học ở trường cao đẳng cấp hai nên cho rằng trình độ và năng lực cá nhân thua xa so với thực tập sinh cùng kỳ, trong lòng cảm thấy có chút thua kém. Xổ số nhóm tình cờ bốc thăm các cựu sinh viên cùng trường, vì sợ bị sinh viên bản địa coi thường nên đã nhờ đồng nghiệp đổi nhóm. |
| Từ Tử Quân            | Trúc Can Muội            | Bạn cùng lớp của Lương Sảng ở ký túc xá bên cạnh |
| Chương Đào            | Trần Trác                | Bạn trai cũ của Lương Sảng |
| Lưu Ân Giai           | Dương tiểu thư           | Vợ sắp cưới của Trần Trác |
| Khúc Triết Minh       | Tô Hàng                  | |
| Tào Nghị              | Cha của Tô Hàng          | |
| Vương Ngọc Hề         | Đinh Mộng Chu/ Rebecca   | Giám đốc Đinh |
| Trần Cạnh             | Tổng giám Trần           | |
| Trần Hi               | Âu Dương Ngọc Sảng       | Nghệ sĩ do Thái Bảo quản lý |
| Thôi Tinh Các         | Lilia                    | Nghệ sĩ do Lương Sảng quản lý sau thành đối thủ của Lương Sảng |
| Vương Đinh            | Dương Tiểu Dung          | Với tư cách là sếp của Khương Tiểu Quả và là "người đi trước đón đầu" nơi công sở, cô đã làm việc suốt từ nhân viên mới thành lập công ty cho đến vị trí giám đốc đầu tư hiện tại. |
| Lã Tinh Thần          | Chu Địch/ Judy           | |
| Cao Nguyên            | Amanda                   | |
| Quách Xu Đồng         | Đại Lực                  | |
| Quách Đồng Đồng       | Tân Địch                 | |
| Vương Tự              | Vương Trung Diệp         | |
| Trương Chí Hào        | Vương Vi                 | |
| Thường Nhuế           | May tiểu thư             | |
| Chu Bằng Vũ           | Lý Lạp                   | |
| Đỗ Hòa Thiến          | Chủ nhà trọ              | |
| Bảo Mã                | Bác sĩ Khoa chỉnh hình   | |
| Văn Tĩnh              | Tát Lị                   | |
| Đàm Gia Thái          | Giám đốc đầu tư Phổ Lăng | |
| Khuất Hạo Bằng        | Quảng Cốc Thương         | |
| Tôn Hạo Phù           | Curator                  | |
| Lãnh Hâm Dao          | Võng hồng                | |

### Khách mời
| Diễn viên     | Vai            | Chú thích                                                     |
| Giang Sơ Ảnh  | Vương Mạn Ni   | 3 nhân vật chính phim 30 chưa phải là hết, xuất hiện ở tập 40 |
| Đồng Dao      | Cố Giai        | 3 nhân vật chính phim 30 chưa phải là hết, xuất hiện ở tập 40 |
| Mao Hiểu Đồng | Chung Hiểu Cần | 3 nhân vật chính phim 30 chưa phải là hết, xuất hiện ở tập 40 |

## Lịch phát sóng
| Kênh             | Ngày                |
| ---------------- | ------------------- |
| Hồ Nam TV, IQIYI | 14 tháng 7 năm 2020 |
| Thẩm Quyến TV    | 2 tháng 10 năm 2020 |

## Nhạc phim
| Ca khúc           | Lời                       | Sáng tác     | Trình bày                                            | Thể loại       |
| ----------------- | ------------------------- | ------------ | ---------------------------------------------------- | -------------- |
| 《我们》          | Chu Khiết Dĩnh            | Hồ Tiểu Âu   | Quan Hiểu Đồng, Bốc Quan Kim, Lý Canh Hy, Đổng Tư Di | Nhạc đầu phim  |
| 《年少的歌》      | Tát Cát                   | Hồ Tiểu Âu   | Nhậm Nhiên                                           | Nhạc cuối phim |
| 《树》            | Lê Chí, Chu Khiết Dĩnh    | Hồ Tiểu Âu   | Quan Hiểu Đồng                                       | Sáp khúc       |
| 《Blooming Days》 | Tát Cát                   | Hồ Tiểu Âu   | Tát Cát                                              | Sáp khúc       |
| 《把一切给明天》  | Lê Chí                    | Hồ Tiểu Âu   | Vương Tích                                           | Sáp khúc       |
| 《树》（哼唱版）  | -                         | Hồ Tiểu Âu   | NANA, Trương Mạn Na                                  | Sáp khúc       |
| 《小幸运》        | Từ Thế Trân, Ngô Huy Phúc | Jerry C      | NANA, Trương Mạn Na                                  | Sáp khúc       |
| 《心在跳》        | Lâm Tịch                  | Choi Sung Wo | Lê Minh                                              | Sáp khúc       |

## Rating
| Hồ Nam TV         | Hồ Nam TV         | Hồ Nam TV | Hồ Nam TV      | Hồ Nam TV | Hồ Nam TV |
| Tập               | Ngày              | % Rating  | % Rating share | Hạng      | Ghi chú   |
| ----------------- | ----------------- | --------- | -------------- | --------- | --------- |
| 1-2               | tháng 7 14, 2020  | 2.437     | 9.49           | 1         |           |
| 3-4               | tháng 7 15, 2020  | 2.571     | 9.826          | 1         |           |
| 5-6               | tháng 7 16, 2020  | 2.494     | 9.355          | 1         |           |
| 7                 | tháng 7 17, 2020  | 2.717     | 10.031         | 1         |           |
| 8                 | tháng 7 18, 2020  | 1.839     | 6.932          | 1         |           |
| 9-10              | tháng 7 19, 2020  | 1.932     | 7.27           | 1         |           |
| 11-12             | tháng 7 20, 2020  | 1.811     | 6.947          | 1         |           |
| 13-14             | tháng 7 21, 2020  | 1.978     | 4.541          | 1         |           |
| 15-16             | tháng 7 22, 2020  | 2.133     | 8.059          | 1         |           |
| 17-18             | tháng 7 23, 2020  | 2.271     | 8.745          | 1         |           |
| 19                | tháng 7 24, 2020  | 2.694     | 10.108         | 1         |           |
| 20                | tháng 7 25, 2020  | 2.121     | 8.016          | 1         |           |
| 21-22             | tháng 7 26, 2020  | 2.065     | 7.661          | 1         |           |
| 23-24             | tháng 7 27, 2020  | 2.408     | 8.979          | 1         |           |
| 25-26             | tháng 7 28, 2020  | 2.337     | 8.948          | 1         |           |
| 27-28             | tháng 7 29, 2020  | 2.264     | 8.647          | 1         |           |
| 29-30             | tháng 7 30, 2020  | 1.975     | 7.624          | 1         |           |
|                   | tháng 7 31, 2020  |           |                |           |           |
| 31                | tháng 8 1, 2020   | 1.758     | 6.473          | 1         |           |
| 32-33             | tháng 8 2, 2020   | 1.817     | 6.796          | 2         |           |
| 34-35             | tháng 8 3, 2020   | 2.311     | 8.65           | 1         |           |
| 36-37             | tháng 8 4, 2020   | 2.38      | 8.837          | 1         |           |
| 38-39             | tháng 8 5, 2020   | 2.361     | 8.761          | 1         |           |
| 40-41             | tháng 8 6, 2020   | 2.215     | 8.201          | 1         |           |
| 42                | tháng 8 7, 2020   | 1.97      | 7.358          | 1         |           |
| Rating trung bình | Rating trung bình | 2.202     | 8.177          |           |           |

1. Dữ liệu được cung cấp bởi CSM Media Research
2. Các tập có xếp hạng thấp nhất được hiển thị bằng màu xanh lam và các tập có xếp hạng cao nhất được hiển thị bằng màu đỏ
3. Nguồn：TVthings, TVUnknown

## Giải thưởng
| Năm  | Lễ trao giải                                                     | Hạng mục                                  | Người đề cử | Kết quả   | Ghi chú |
| ---- | ---------------------------------------------------------------- | ----------------------------------------- | ----------- | --------- | ------- |
| 2020 | Đơn vị chính kịch "First Heart List"                             | Đạo diễn trẻ hàng đầu năm 2020            | Lê Chí      | Đề cử     | [ 9 ]   |
| 2020 | Đêm gào thét iqiyi 2021                                          | Mười bộ phim truyền hình hàng đầu của năm |             | Đoạt giải | [ 10 ]  |
| 2020 | Lễ vinh danh danh sách tân binh hàng năm của Trung Quốc năm 2020 | Phim truyền hình của năm                  |             | Đoạt giải | [ 11 ]  |